# 백차
백차(白茶)는 솜털이 덮인 차의 어린 싹을 닦거나 비비지 않고, 그대로 건조시켜 만든 차이다. 이렇게 시든 차를 약간 발효시켜서 만든다. 어린 싹은 백색의 솜털이 덮여 있어서 차에서 은색의 광택이 나며, 향기가 맑고, 맛이 산뜻하다.

## 원산지
중국의 푸젠성(福建省)

## 제조 과정
위조(萎凋)와 건조과정을 거쳐 만든다. 위조란 찻잎을 시들게 하여 잎의 일부분에서 수분을 증발시키는 과정이다. 차의 품질에는 채엽 시기, 온도, 습도, 풍속, 시간이 영향을 준다.

## 종류
대만대학교 농훼학과의 진문회 교수가 쓴 "차의 품음예술"(茶的品飮藝術)에서 중국의 10대명차를 손 꼽았는데, 그 중 백차로서는 유일하게 푸젠성의 백호은침(白毫銀針)이 꼽혔다. 백차의 종류는 다음과 같다.
- 백호은침(白毫銀針)
- 백모단(白牡丹)
- 수미(壽眉)
- 백호주(白毫珠)

## 효능
열을 내리는 효과가 있다.

## 같이 보기
- 녹차
- 청차
- 홍차
- 황차
- 흑차